# Saamit
Saamit ist ein sehr selten vorkommendes Mineral aus der Mineralklasse der „Silikate und Germanate“ mit der chemischen Zusammensetzung Ba☐TiNbNa3Ti(Si2O7)2O2(OH)2(H2O)2 und damit chemisch gesehen ein wasserhaltiges Barium-Titan-Niob-Natrium-Silikat mit zusätzlichen Hydroxidionen. Strukturell gehört Saamit zu den Gruppensilikaten (Sorosilikaten). Das kleine Quadrat (□) in der Formel ist ein symbolischer Hinweis darauf, dass der Strukturplatz an dieser Stelle nicht vollständig besetzt ist.
Saamit kristallisiert im triklinen Kristallsystem und entwickelt tafelige Kristalle mit einer Dicke von etwa 2 bis 10 μm und einem Durchmesser von bis zu 180 μm mit einem glasähnlichen Glanz auf den Oberflächen. Die durchsichtigen Kristalle sind farblos oder von sehr hellbräunlicher Farbe. Die Strichfarbe ist weiß.
Seine Typlokalität liegt am Berg Kukiswumtschorr in den Chibinen auf der Halbinsel Kola in Russland. Wie beim Loparit geht die Benennung auf das indigene Volk der Samen zurück.

## Etymologie und Geschichte

Flagge der Samen als länderübergreifendes Symbol des Volkes der Samen, nach denen das Mineral benannt wurde

Der Name Saamit ist eine Wortableitung aus dem Stamm saami (Russisch) – wie im Substantiv saami (саами) „Same(n)“ oder dem daraus abgeleiteten Adjektiv saamski (саамский) „samisch“ – mit der bei Mineralen üblichen Ableitungsendung -it (Latein). Das russische Wort saami wiederum ist ein Lehnwort aus dem Saamischen, vgl. kildinsamisch saam (са̄мь „Same, samisch“). Auch die Namen der Verwerfung Saamski (Саамский разлом) und des dort erschlossenen Tagebaus Saamski (Саамский карьер) am Berg Kukiswumtschorr enthalten diesen russischen (ursprünglich samischen) Wortstamm.
Anders als Loparit, dessen Benennung sich auf den damals gebräuchlichen exonymischen Namen der samischen Urbevölkerung der Lowosero-Tundren (d. h. Lopari, russisch лопари́ „Lappen“) bezieht, geht der Name Saamit auf das Endonym der Urbevölkerung der Halbinsel Kola im äußersten Norden Europas zurück.
Die Analyse und wissenschaftliche Erstbeschreibung erfolgte durch Fernando Cámara, Elene Sokolova, Yassir A. Abdu und Frank C. Hawthorne. Laut deren Originalbeschreibung wurde der von ihnen gewählte Name Saamit bereits 1939 von den Geologen Wolkova und Melentiew für ein Fluorapatit von der Halbinsel Kola vergeben, ohne als ein anerkannter Mineralname zu gelten. Das vom Mineralogenteam beschriebene Material wurde in einer Probe aus Nechelyustovit und Kazanskyit entdeckt, die aus der Apatit-Grube „Kirowski“ (auch Kirovsky oder Kirovskii) am Kukiswumtschorr in den Chibinen auf der russischen Halbinsel Kola stammte.
Das Mineralogenteam sandte seine Untersuchungsergebnisse und den gewählten Namen 2013 zur Prüfung an die International Mineralogical Association (interne Eingangs-Nummer der IMA: 2013-083), die den Saamit als eigenständige Mineralart anerkannte. Publiziert wurde die Erstbeschreibung im Jahr darauf im Fachmagazin The Canadian Mineralogist. Die ebenfalls von der IMA/CNMNC anerkannte Kurzbezeichnung (auch Mineral-Symbol) von Saamit lautet „Saa“.
Das Typmaterial des Minerals wird im Mineralogischen Museum, benannt nach A. J. Fersman (englisch Fersman Mineralogical Museum; FMM) unter den Katalog-Nummern 4432/1 und 4432/2 aufbewahrt.

## Klassifikation
Da der Saamit erst 2013 als eigenständiges Mineral anerkannt wurde, ist er weder in der zuletzt 1977 überarbeiteten 8. Auflage noch in der, von der IMA zuletzt 2009 aktualisierten, 9. Auflage der Mineralsystematik nach Strunz verzeichnet.
Im zuletzt 2018 überarbeiteten und aktualisierten Lapis-Mineralienverzeichnis nach Stefan Weiß, das sich im Aufbau noch nach dieser alten Form der Systematik von Karl Hugo Strunz in der 8. Auflage richtet, erhielt das Mineral die System- und Mineral-Nr. VIII/C.15-068. In der „Lapis-Systematik“ entspricht dies der Klasse der „Silikate und Germanate“ und dort der Abteilung „Gruppensilikate“, wo Saamit zusammen mit Bafertisit, Bykovait, Cámarait, Delindeit, Fresnoit, Hejtmanit, Kazanskyit, Kolskyit, Laurentianit, Nechelyustovit und Schüllerit die „Bafertisitreihe“ mit der System-Nr. VIII/C.15 bildet.
Auch die vorwiegend im englischen Sprachraum gebräuchliche Systematik der Minerale nach Dana kennt den Saamit noch nicht.
Die von der Mineraldatenbank „Mindat.org“ weitergeführte Strunz-Klassifikation ordnet den Saamit wie die Lapis-Systematik in die Abteilung der „Gruppensilikate“. Diese ist weiter unterteilt nach der möglichen Anwesenheit zusätzlicher Anionen und der Struktur der Silikatgruppen, so dass das Mineral aufgrund seiner Zusammensetzung und seinem Aufbau in die Unterabteilung „Si2O7-Gruppen mit zusätzlichen Anionen; Kationen in oktaedrischer [6]er- und größerer Koordination“ (englisch Si2O7 groups, with additional anions; cations in octahedral [6] and greater coordination) eingeordnet wurde.

## Kristallstruktur
Saamit kristallisiert in der triklinen Raumgruppe P1 (Raumgruppen-Nr. 2) mit den Gitterparametern a = 5,437(2) Å; b = 7,141(3) Å; c = 21,69(1) Å; α = 92,97(1)°; β = 96,07(1)° und γ = 90,01(1)° sowie zwei Formeleinheiten pro Elementarzelle.

## Bildung und Fundorte
Das Mineral bildete sich in einem hydrothermal umgewandelten Pegmatitkörper, der in Nephelin-Syenit nahe der Kontaktzone mit Ijolith-Urtiten eingelagert ist. Neben Kazanskyit und Nechelyustovit, die die Matrix des Typmaterials aus der Apatit-Grube „Kirowski“ bildeten, traten hier als weitere Begleitminerale noch Apophyllit-(KF), Barytolamprophyllit, Belovit-(Ce), Belovit-(La), Epididymit, Gaidonnayit, Hydroxylapatit, Natrolith, Nenadkevichit und Sphalerit auf.
Außer an seiner Typlokalität in der Grube „Kirowski“ am Kukiswumtschorr in den Chibinen konnte Saamit bisher nur noch im sogenannten „Pegmatit Nr. 47“ nahe dem See Seidosero im Gebiet der Lowosero-Tundra im Westen der Halbinsel Kola entdeckt werden (Stand 2023).